# Predictive Model Markup Language
Predictive Model Markup Language (PMML) ist ein seit 1997 fortlaufend entwickelter, auf XML basierter Standard, zum Austausch von Ergebnissen zwischen verschiedenen Programmen für das Data-Mining.
Meist bietet das jeweilige Programm (prudsys Expert Mining Suite, IBM Intelligent Miner, TIBCO Spotfire Miner, KXEN, SAS Enterprise Miner, SPSS Clementine, KNIME) eine Exportfunktion der erstellten Auswertungsergebnisse im Format PMML an. Damit soll das so codierte Ergebnis in Systeme anderer Hersteller importiert werden können, was das Aktualisieren und den Austausch von erstellten Klassifikatoren, Entscheidungsbäumen etc. zwischen Unternehmen wesentlich erleichtern und beschleunigen soll.
Einige Hersteller, die den PMML-Standard unterstützen, haben sich in der Data Mining Group (DMG) zusammengeschlossen, um gemeinsam weiter an dem Standard zu arbeiten.
PMML ist ein XML-Dialekt. Der Vorteil ist eine einfache Einbindung in eigene System und die Lesbarkeit und Interpretierbarkeit durch Menschen.